# Olyra fasciculata
Olyra fasciculata är en gräsart som beskrevs av Carl Bernhard von Trinius. Olyra fasciculata ingår i släktet Olyra och familjen gräs. Inga underarter finns listade i Catalogue of Life.